# Ołeksandr Torianyk
Ołeksandr Wołodymyrowycz Torianyk, ukr. Олександр Володимирович Торяник (ur. 5 stycznia 1990 w Charkowie) – ukraiński hokeista, reprezentant Ukrainy.

## Kariera
- HK Gubkin (2005-2006)
- HK Biełgorod 2 (2007-2009)
- HK Biełgorod (2009-2010)
- Czajka Niżny Nowogród (2010-2011)
- HK Sarow (2011-2012)
- Berkut Kijów (2012-2013)
- HK Sarow (2013)
- Donbas Donieck (2013-2014)
- HK Sarow (2014)
- Saryarka Karaganda (2014-2015)
- HK Dmitrow (2015)
- Dizel Penza (2015)
- Torpedo Ust-Kamienogorsk (2015-2016)
- Jużnyj Urał Orsk (2016)
- Ariada Wołżsk (2017)
- Mołot-Prikamje Perm (2017)
- Torpedo Ust-Kamienogorsk (2017/2018)

Wychowanek klubu Drużba-78 Charków. Od wieku juniorskiego karierę rozwijał w Rosji. W KHL Junior Draft 2010 został wybrany przez Torpedo Niżny Nowogród (runda 1, numer 9). Od 2010 występował w juniorskim zespole tego klubu, Czajka, w ramach rozgrywek Mołodiożnaja Chokkiejnaja Liga. W 2011 został przekazany do drużyny HK Sarow w Wysszaja Chokkiejnaja Liga. W 2012 został przeniesiony do ukraińskiego zespołu Berkut Kijów, z którym rozegrał sezon Profesionalna Chokejna Liha (2012/2013). W lipcu 2013 podpisał roczny kontrakt z Torpedo Niżny Nowogród, po czym został przekazany na przygotowania do sezonu w Sarowie i rozpoczął w nim sezon 2013/2014, po czym w październiku został zawodnikiem Donbasu Donieck. Od września 2014 ponownie zawodnik HK Sarow. Od końca grudnia 2014 zawodnik Saryarki Karaganda. Od lipca 2015 zawodnik HK Dmitrow. Od lipca 2015 zawodnik Dizelu Penza. Od grudnia 2015 do sierpnia 2016 zawodnik Torpedo Ust-Kamienogorsk. Od sierpnia do listopada 2016 zawodnik klubu Jużnyj Urał Orsk. Od stycznia 2017 zawodnik Ariady Wołżsk. Od maja do listopada 2017 był zawodnikiem Nieftiechimik Niżniekamsk i w tym czasie grał w barwach jego klubu farmerskiego, Mołot-Prikamje Perm.
Uczestniczył w turniejach mistrzostw świata w 2012, 2013, 2014 (Dywizja I).

## Sukcesy
Reprezentacyjne
- Awans do MŚ Dywizji I Grupy A: 2013

Indywidualne
- Profesionalna Chokejna Liha (2012/2013):
  - Trzecie miejsce w klasyfikacji strzelcó w sezonie zasadniczym: 16 goli[15]
  - Trzecie miejsce w klasyfikacji asystentów w sezonie zasadniczym: 20 asyst[16]
  - Drugie miejsce w klasyfikacji kanadyjskiej w sezonie zasadniczym: 36 punktów[17]
- Mistrzostwa Świata w Hokeju na Lodzie 2013/I Dywizja Grupa B:
  - Trzecie miejsce w klasyfikacji +/- turnieju: +7[18]
  - Dziewiąte miejsce w klasyfikacji kanadyjskiej turnieju: 7 punktów